# Kenneth Welsh
Kenneth Welsh, auch als Ken Welsh bekannt (* 30. März 1942 in Edmonton, Alberta; † 5. Mai 2022), war ein kanadischer Schauspieler in Film, Fernsehen und Theater.

## Leben
Welsh studierte am National Theatre School in Montreal. Als Theaterschauspieler war er dem Stratford Festival jahrelang verbunden. In den 1970 und 1980 war vor allem in Kanada tätig.
Welsh, hat in einer Reihe bekannter US-Produktionen markante Nebenrollen gespielt (so etwa in Legenden der Leidenschaft (Legends of the Fall), Absolute Power, The Day After Tomorrow und The Aviator). Sein Hauptarbeitsgebiet war aber das Fernsehen. Er spielte vor allem in Fernsehfilmen für den amerikanischen Markt. Am bekanntesten war seine Verkörperung des vielgesichtigen Bösewichts Windom Earle in David Lynchs Serie Twin Peaks.
Wegen seines ernsthaften Aussehens spielte Welsh häufig Ärzte, Richter, Professoren, geistliche Würdenträger und Politiker. US-Präsident Harry S. Truman hat er gleich zweimal dargestellt. In The Day After Tomorrow spielte er den an Dick Cheney angelehnten ökologisch unkundigen Vizepräsidenten. In vier Sherlock-Holmes-Verfilmungen fürs Fernsehen spielte er Dr. Watson. Sein Schaffen für Film und Fernsehen umfasst mehr als 230 Produktionen, einige Produktionen werden posthum erscheinen.
Im Jahr 2003 wurde er mit dem Order of Canada, der höchsten zivilen Auszeichnung des Landes, geehrt.
Welsh starb im Alter von 80 Jahren an Krebs. Er hatte einen Sohn.

## Filmografie (Auswahl)

### Film
- 1983: Ein zweiter Versuch (Tell Me That You Love Me)
- 1983: Unheimliche Begegnung (Of Unknown Origin)
- 1985: Perfect
- 1986: Abgründe (Loyalties)
- 1986: Nanga Parbat (The Climb)
- 1986: Verschollen auf hoher See (Lost!)
- 1986: Sodbrennen (Heartburn)
- 1987: …und tot bist du (And Then You Die)
- 1987: Radio Days (Voice)
- 1988: Eine andere Frau (Another Woman)
- 1988: Crocodile Dundee II
- 1988: Das Haus in der Carroll Street (The House on Carroll Street)
- 1989: Im Zeichen der Jungfrau (The January Man)
- 1990: Genial Normal (Perfectly Normal)
- 1990: Freshman (The Freshman)
- 1991: The Big Slice – Ein verrücktes Ding (The Big Slice)
- 1994: Boozecan
- 1994: Death Wish V – Antlitz des Todes (Death Wish V: The Face of Death)
- 1994: Whale Music
- 1994: Timecop
- 1994: Legenden der Leidenschaft (Legends of the Fall)
- 1995: Das Ende aller Träume (Margaret’s Museum)
- 1997: Absolute Power
- 1997: Es lebt! (Habitat)
- 1997: The Wrong Guy
- 1999: External Affairs
- 2000: Bad Faith
- 2000: Love Come Down
- 2001: Focus
- 2004: Miracle – Das Wunder von Lake Placid (Miracle)
- 2004: The Wild Guys
- 2004: The Day After Tomorrow
- 2004: Aviator (The Aviator)
- 2005: Vier Brüder (Four Brothers)
- 2005: Der Exorzismus von Emily Rose (The Exorcism of Emily Rose)
- 2005: The Fog – Nebel des Grauens (The Fog)
- 2006: Der Pakt (The Covenant)
- 2007: Seide (Silk)
- 2007: Fantastic Four: Rise of the Silver Surfer
- 2008: Simons Geheimnis (Adoration)
- 2008: Kit Kittredge: An American Girl
- 2009: Survival of the Dead
- 2013: The Art of the Steal – Der Kunstraub (The Art of the Steal)
- 2016: The Void – Es gibt eine Hölle. Dies hier ist schlimmer. (The Void)
- 2017: Das Erwachen des Zodiac-Mörders (Awakening the Zodiac)
- 2021: The Middle Man

### Fernsehen
- 1969: The Three Musketeers (Fernsehfilm)
- 1975: Great Performances (Fernsehserie, Folge The School for Scandal)
- 1980: F.D.R.: The Last Year (Fernsehfilm)
- 1984: Reno and the Doc (Fernsehfilm)
- 1990–1991: Twin Peaks (Fernsehserie, 10 Episoden)
- 1991: Rache einer Gaunerin (Grand Larceny, Fernsehfilm)
- 1991: Reise in die Finsternis – Die Geschichte von Bruce Curtis (Deadly Betrayal: The Bruce Curtis Story, Fernsehfilm)
- 1991: Liebe, Lüge, Mord (Love, Lies and Murder, Fernsehfilm)
- 1992: Nimm die Hände von unserer Tochter (A Mother’s Right: The Elizabeth Morgan Story, Fernsehfilm)
- 1992: Recht für eine Ewigkeit (The Good Fight, Fernsehfilm)
- 1993: Weit draußen lauert der Tod (Adrift, Fernsehfilm)
- 1993: Eine Frau auf der Flucht – Die Lawrencia Bembenek Story (Woman on the Run: The Lawrencia Bembenek Story, Fernsehfilm)
- 1994: Ich lass dich nicht allein (And Then There Was One, Fernsehfilm)
- 1994: Allein gegen die Unterwelt (Getting Gotti, Fernsehfilm)
- 1994: Tödliche Fantasien (The Spider and the Fly, Fernsehfilm)
- 1994: Tränen der Liebe (Another Woman, Fernsehfilm)
- 1995: Glaub mir! (Dancing in the Dark, Fernsehfilm)
- 1995: Hiroshima (Fernsehfilm)
- 1995: Kissinger and Nixon (Fernsehfilm)
- 1995: Akte X – Die unheimlichen Fälle des FBI (The X-Files, Fernsehserie, Episode 3x11)
- 1996: Escape Clause – Tödliche Rache (Escape Clause, Fernsehfilm)
- 1997: Dead Silence – Flammen in der Stille (Dead Silence, Fernsehfilm)
- 1997: Der dritte Zwilling (The Third Twin, Fernsehfilm)
- 1998: Edison: The Wizard of Light (Fernsehfilm)
- 1998: Scandalous Me: The Jacqueline Susann Story (Fernsehfilm)
- 1999: Vendetta – Das Gesetz der Gewalt (Vendetta, Fernsehfilm)
- 2000: Criminal Instinct – Liebe bis in den Tod (Love and Murder, Fernsehfilm)
- 2000: Who Killed Atlanta’s Children? (Fernsehfilm)
- 2000: Hit Man – Mord nach Anleitung (Deliberate Intent, Fernsehfilm)
- 2000: Witchblade – Die Waffe der Götter (Witchblade, Fernsehfilm)
- 2000: Der Hund von Baskerville (The Hound of the Baskervilles, Fernsehfilm)
- 2001: Haven (Fernsehfilm)
- 2001: Nora Roberts – Heimkehr in den Tod (Nora Roberts’ Sanctuary)
- 2001: The Sign of Four (Fernsehfilm)
- 2001: Witchblade – Die Waffe der Götter (Witchblade, Fernsehserie, 2 Folgen)
- 2001: Sherlock Holmes: Skandal in Böhmen (The Royal Scandal, Fernsehfilm)
- 2001: The Day Reagan Was Shot (Fernsehfilm)
- 2002: Sherlock Holmes – Der Vampir von Whitechapel (The Case of the Whitechapel Vampire, Fernsehfilm)
- 2003: Die Pentagon Papiere (The Pentagon Papers, Fernsehfilm)
- 2003: Gefangen im ewigen Eis – Die Geschichte der Dr. Jerri Nielsen (Ice Bound, Fernsehfilm)
- 2003: The Wonderful World of Disney (Fernsehserie, 2 Folgen)
- 2005: Our Fathers (Fernsehfilm)
- 2005: Karol – Ein Mann, der Papst wurde (Karol, un uomo diventato Papa, Fernsehfilm)
- 2005: Category 7 – Das Ende der Welt (Category 7: The End of the World, Miniserie)
- 2006: Der Hades-Faktor (Covert One: The Hades Factor, Miniserie)
- 2007: Stargate Atlantis (Fernsehserie, 1 Folge)
- 2009: Scriptum – Der letzte Tempelritter (The Last Templar, Fernsehfilm)
- 2011: Haven (Fernsehserie, 1 Folge)
- 2015: The Expanse (Fernsehserie,  1 Folge)
- 2016: Weihnachten auf der Bühne (A Nutcracker Christmas, Fernsehfilm)
- 2017: Saving Hope (Fernsehserie, 1 Folge)
- 2018–2019: Lodge 49 (Fernsehserie, 8 Folgen)
- 2020: Star Trek: Discovery (Fernsehserie, 2 Folgen)
- 2021: Charmed (Fernsehserie, 2 Folgen)
- 2022: The Kids in the Hall (Fernsehserie, 1 Folge)

## Auszeichnungen
- 1983 Tell Me That You Love Me: Genie-Award-Nominierung
- 1984 Reno and the Doc: Genie-Award-Nominierung
- 1986 Abgründe (Loyalties): Genie-Award-Nominierung
- 1987 …und tot bist du (And Then You Die): Gemini-Award
- 1989 Love and Hate: The Story of Colin and Joanne Thatcher Gemini-Award
- 1991 Reise in die Finsternis – Die Geschichte von Bruce Curtis (Deadly Betrayal: The Bruce Curtis Story): Gemini-Award
- 1995 Hiroshima: Gemini-Award
- 1995 Das Ende aller Träume (Margaret’s Museum): Genie Award
- 1998 Edison: The Wizard of Light: Daytime-Emmy-Nominierung
- 1998 Scandalous Me: The Jacqueline Susann Story: Gemini-Award-Nominierung
- 1999 External Affairs: Gemini-Award-Nominierung